# Driscoll (Dakota del Norte)
Driscoll es un lugar designado por el censo ubicado en el condado de Burleigh en el estado estadounidense de Dakota del Norte. En el censo de 2010 tenía una población de 82 habitantes y una densidad poblacional de 54,87 personas por km².

## Geografía
Driscoll se encuentra ubicado en las coordenadas 46°50′34″N 100°8′38″O / 46.84278, -100.14389. Según la Oficina del Censo de los Estados Unidos, Driscoll tiene una superficie total de 1.49 km², de la cual 1.49 km² corresponden a tierra firme y (0%) 0 km² es agua.

## Demografía
Según el censo de 2010, había 82 personas residiendo en Driscoll. La densidad de población era de 54,87 hab./km². De los 82 habitantes, Driscoll estaba compuesto por el 96.34% blancos, el 0% eran afroamericanos, el 3.66% eran amerindios, el 0% eran asiáticos, el 0% eran isleños del Pacífico, el 0% eran de otras razas y el 0% pertenecían a dos o más razas. Del total de la población el 1.22% eran hispanos o latinos de cualquier raza.